# Renato Neto
Renato Cardoso Porto Neto známý zkráceně jako Renato Neto (* 27. září 1991, Camacan, Brazílie) je brazilský fotbalový záložník, který v současné době hraje za klub KAA Gent v nejvyšší belgické soutěži Jupiler Pro League. Hrál na klubové úrovni v Portugalsku, Maďarsku a Belgii.